# ایران در بازی‌های آسیایی ۱۹۷۴
ایران، به مانند ۲۵ کشور دیگر آسیایی، به عنوان میزبان در بازی‌های آسیایی ۱۹۷۴ که در شهر تهران کشور ایران، برگزار می‌شد، با ۳۱۴ شرکت‌کننده در ۱۶ رشته ورزشی، شرکت کرد. پرچمدار ایران در این بازی‌ها، مسلم اسکندر فیلابی بود. این کشور با کسب سی و شش مدال طلا، بیست و هفت مدال نقره و هفده مدال برنز و در مجموع ۸۱ مدال، با رتبه دوم این بازی‌ها، به کار خود پایان داد. پدیده نادر این مسابقات، پرچمدار ایران، اسکندر فیلابی بود که در هر دو رشته کشتی آزاد و کشتی فرنگی، در دسته سنگین‌وزن، توانست به مقام قهرمانی برسد. در این دوره، همچنین تیم شمشیربازی بانوان ایران، نیز به مقام قهرمانی رسیدند.

## میزبانی ایران
پرچمداری که پدیده شد
کاروان ورزش ایران با ۴۰۰ ورزشکار در بازی‌های آسیایی که میزبانی آن را عهده‌دار بود، حضور داشت. این بزرگ‌ترین کاروان ایران در مجموع ۱۵ دوره حضور در بازی‌های آسیایی است. ۸۱ مدال شامل ۳۶ مدال طلا، ۲۸ مدال نقره و ۱۷ مدال برنز هم نتیجه عملکرد کاروان ایران بود که منجر به نایب قهرمانی آن بعد از ژاپن شد.
پرچمدار کشورمان در این بازی‌ها، مسلم اسکندر فیلابی بود که پدیده بازی‌ها هم شد. وی در هر دو رشته کشتی آزاد و کشتی فرنگی، در دسته سنگین‌وزن، توانست به مقام قهرمانی برسد. در این دوره، همچنین تیم شمشیربازی بانوان ایران، نیز به مقام قهرمانی رسیدند.

## مدال‌های ایران
| ورزش                 | طلا | نقره | برنز | جمع |
| -------------------- | --- | ---- | ---- | --- |
| ورزش‌های آبی، واترپلو | ۱   | ۰    | ۰    | ۱   |
| دو و میدانی          | ۳   | ۲    | ۳    | ۸   |
| بوکس                 | ۳   | ۲    | ۵    | ۱۰  |
| پیست دوچرخه سواری    | ۲   | ۱    | ۱    | ۴   |
| دوچرخه سواری، پیست   | ۰   | ۱    | ۱    | ۲   |
| شمشیربازی            | ۳   | ۴    | ۳    | ۱۰  |
| فوتبال               | ۱   | ۰    | ۰    | ۱   |
| تنیس                 | ۰   | ۲    | ۰    | ۲   |
| وزنه‌برداری           | ۱۰  | ۱۱   | ۳    | ۲۴  |
| کشتی                 | ۱۳  | ۵    | ۱    | ۱۹  |
| جمع                  | ۳۶  | ۲۸   | ۱۷   | ۸۱  |